# Valérie Lemercier
Valérie Lemercier (Dieppe, 9 marzo 1964) è un'attrice, cantante, regista e sceneggiatrice francese.
Nella sua carriera cinematografica ha vinto due Premi César.

## Biografia
Nata da una famiglia di agricoltori, Valérie Lemercier cresce a Gonzeville. Dopo aver studiato al conservatorio di Rouen, nel 1988 debutta sul piccolo schermo con la serie televisiva Palace, in cui interpreta il ruolo di "Lady Palace", esilarante custode del buon gusto. Lo stesso anno, appare per la prima volta al cinema, in Milou a maggio di Louis Malle.
Nel 1989 interpreta a teatro Valérie Lemercier au Splendid, reinterpretato nel 1990 al Théâtre du Palais-Royal. Sempre nello stesso teatro, recita in Un fil à la patte di Georges Feydeau, diretto da Pierre Mondy. 
Nel 1993 la prima consacrazione al cinema con I visitatori, al fianco di Jean Reno e Christian Clavier,  straordinario successo al botteghino in Francia, e che l'anno successivo le vale il primo dei tre Premi Cesar come migliore attrice non protagonista per il ruolo della nobildonna Beatrice de Montmirail-Goulard.
Nel 2002 le viene affidato il suo primo ruolo drammatico in Vendredi Soir, storia d'amore tra due sconosciuti diretta da Claire Denis.
Nel 2006, fa parte del cast di due commedie: Un po' per caso, un po' per desiderio di Danièle Thompson e Le Héros de la famille di Thierry Klifa e co-scritto da Christopher Thompson. Il primo lungometraggio le vale il Premio César 2007 come migliore attrice non protagonista. Nel 2009 contribuisce con dei disegni al dizionario Petit Larousse. Nel 2011, è la celebrità invitata sulla passerella della sfilata di moda ready-to-wear Anti-Jeunisme di Jean-Paul Gaultier.

## Vita privata

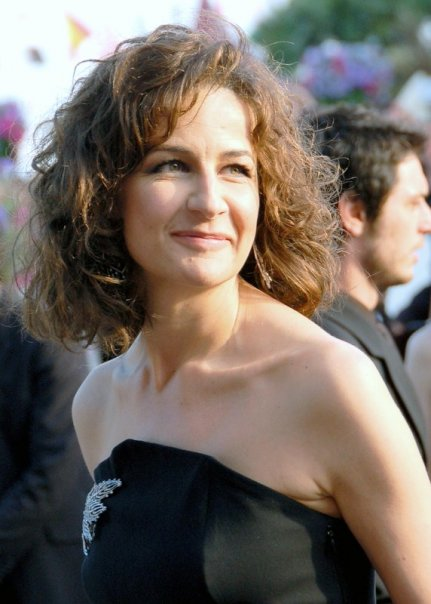
L'attrice al Festival di Cannes 2008.

Valérie Lemercier era compagna del musicista Bertrand Burgalat. Pur mantenendo una grande amicizia, si sono, però, separati nel 1997. Ha avuto una relazione per sette anni con l'avvocato Hervé Temime.

## Filmografia

### Cinema
- Milou a maggio (Milou en mai), regia di Louis Malle (1990)
- Après après-demain, regia di Gérard Frot-Coutaz (1990)
- L'Opération Corned-Beef, regia di Jean-Marie Poiré (1991)
- Le Bal des casse-pieds, regia di Yves Robert (1992)
- Sexes faibles!, regia di Serge Meynard (1992)
- I visitatori (Les Visiteurs), regia di Jean-Marie Poiré (1993)[2]
- Quattro delitti in allegria (La Cité de la peur), regia di Alain Berbérian (1994)
- Casque bleu, regia di Gérard Jugnot (1994)
- Sabrina, regia di Sydney Pollack (1995)
- Quadrille, regia di Valérie Lemercier (1997)
- Le Derrière, regia di Valérie Lemercier (1999)
- Tarzan, regia di Chris Buck, Kevin Lima (voce nella versione francese, 1999)
- Vendredi Soir, regia di Claire Denis (2002)[3]
- RRRrrrr!!!, regia di Alain Chabat (2004)
- Narco, regia di Tristan Aurouet (2004)
- Palais Royal!, regia di Valérie Lemercier (2005)[4]
- Un po' per caso, un po' per desiderio (Fauteuils d'orchestre), regia di Danièle Thompson (2006)[5]
- Arthur e il popolo dei Minimei (Arthur et les Minimoys), regia di Luc Besson (2006)- voce
- Le Héros de la famille, regia di Thierry Klifa (2006)
- L'invitato (L'Invité), regia di Laurent Bouhnik (2007)
- Musée haut, musée bas, regia di Jean-Michel Ribes (2008)
- Agathe Cléry, regia di Étienne Chatiliez (2008)
- Neuilly sa mère!, regia di Gabriel Julien-Laferrière (2009)
- Il piccolo Nicolas e i suoi genitori (Le Petit Nicolas), regia di Laurent Tirard (2009)
- Beur sur la ville, regia di Djamel Bensalah (2011)
- Monte Carlo, regia di Tom Bezucha (2011)
- Benvenuto a bordo (Bienvenue à bord), regia di Éric Lavaine (2011)
- L'amore dura tre anni (L'Amour dure trois ans), regia di Frédéric Beigbeder (2012)
- Adieu Berthe - L'enterrement de mémé, regia di Bruno Podalydès (2012)
- Asterix & Obelix al servizio di Sua Maestà (Astérix et Obélix au service de sa majesté) regia di Laurent Tirard (2012)
- Main dans la main, regia di Valérie Donzelli (2012)
- È arrivato nostro figlio (100% cachemire), regia di Valérie Lemercier (2013)
- Le vacanze del piccolo Nicolas (Les Vacances du petit Nicolas), regia di Laurent Tirard (2014)
- Marie-Francine, regia di Valérie Lemercier (2017)
- Neuilly sa mère, sa mère!, regia di Gabriel Julien-Laferrière (2018)
- Aline - La voce dell'amore (Aline), regia di Valérie Lemercier (2020)
- Forte, regia di Katia Lewkowicz (2020)
- Irréductible, regia di Jérôme Commandeur (2022)
- Un colpo di fortuna - Coup de chance (Coup de Chance), regia di Woody Allen (2023)
- L'Arche de Noé, regia di Bryan Marciano (2023)

### Televisione
- Palace – serie TV (1988-1989)

## Doppiatrici italiane
Nelle versioni in italiano delle opere in cui ha recitato, Valérie Lemercier è stata doppiata da:
- Cristiana Lionello in Il piccolo Nicolas e i suoi genitori, Le vacanze del piccolo Nicolas, Un colpo di fortuna - Coup de Chance
- Fabrizia Castagnoli in I visitatori
- Roberta Greganti in Un po' per caso, un po' per desiderio', Benvenuto a bordo
- Barbara Berengo in Monte Carlo
- Tiziana Avarista in Asterix & Obelix al servizio di Sua Maestà
- Chiara Colizzi in Aline - La voce dell'amore
- Laura Boccanera in Forte

## Premi e riconoscimenti
Premio César -

1994 - Miglior attrice non protagonista - I visitatori
2007 - Migliore attrice non protagonista - Un po' per caso, un po' per desiderio (Fauteuils d'orchestre)
2022 - Migliore attrice - Aline - La voce dell'amore (Aline)